# Jang Young-eun
Jang Young-eun (ur. 30 października 1993 w Pusan w Korei Południowej) – południowokoreańska siatkarka, grająca jako środkowa. Obecnie występuje w drużynie	Kyungnam Women's High School.